# あっぽっしゃ
あっぽっしゃは、福井県福井市の旧越廼村蒲生・茱崎地区に伝わる伝統行事である。また、妖怪のこと。

## 概要
石川県や新潟県に伝わるあまめはぎと類似のものであり、山形県のアマハゲや秋田県のなまはげとの類似点も多い。類似の行事は日本海側に分布するが、岩手県大船渡市三陸町吉浜のスネカ、九州地方では鹿児島県甑島のトシドンなど太平洋側をも含めて、日本各地に分布する。
海に住むという鬼が行儀の悪い子供をたしなめる行事で、福井市の蒲生・茱崎地区では小正月の2月6日夜、地区の若者扮する赤い顔の鬼が、茶釜の蓋を叩きながら「アッポッシャー、アッポッシャー」といって、行儀の悪い子供をたしなめ餅をもらって帰る。その昔、遭難して越廼の海岸に辿り着いた渡来人が民家に食料を求めたことに由来するとされ、「あっぽ（もち）欲しや」がなまったものとされる。